# Топорки (Карагандинская область)
Топорки́ (каз. Топар) — упразднённое село в Абайском районе Карагандинской области Казахстана. Ликвидировано в 2000-е годы. Входило в состав Акбастауского сельского округа.

## Население
По переписи 1989 года в селе проживало 9 человек. Национальный состав: казахи.
В 1999 году постоянное население отсутствовало.